# 名鹿祥史
名鹿 祥史（なしか よしふみ、1973年 - ）は、東京都を中心に活動するフリーカメラマン・フリーライター。
ステージ撮影・舞台撮影の他、広告写真、音楽系アーティストやタレントの宣伝用写真も手がける。かつては主にサブカルチャーと扱われるようなジャンルの音楽や芝居の写真を好んで撮り、路上アーティストや、インディーズバンド、小劇場系の劇団のステージ写真・舞台写真を撮影して、自身のサイトでレポートしていた。
ライターとしても2009年よりインターネットニュースの記事、雑誌等のコラムなどを手がけている。最近ではシネマトゥデイ、リアルライブ等のポータルサイトのニュース記事や、日刊サイゾー、ミリオン出版発行のコンビニ誌『実話ナックルズ』のコラムや取材写真などを手がける。
漫画読みの東方力丸や、テクノポップのアーバンギャルド、『銭形金太郎』にも出演していたお笑い芸人の中沢健、都内で様々なイベントを企画する魔ゼルな規犬らと交流が深い。芥川賞作家の宮原昭夫がボランティアを集って制作委員会を発足し、河出書房新社より『宮原昭夫小説集』を出版した際には、その委員会の公式ウェブサイトの制作も担当した。

## 著書
- iphoneでいい写真を撮る魔法のテクニック（2012年12月10日発売 エクスナレッジ）

## 雑誌
- 実話ナックルズ（ミリオン出版）
- 実話ナックルズ アンタッチャブル（ミリオン出版）

## ネット
- シネマトゥデイ
- 日刊サイゾー（サイゾー）
- メンズサイゾー（サイゾー）
- おたぽる（サイゾー）
- ビジネスジャーナル（サイゾー）
- リアルライブ（内外タイムス社）
- 東洋経済オンライン（東洋経済新報社）
- avex portal （エイベックス）
- ホンネスト produced by 婚活サイト ゼクシィ縁結び（リクルート）